# Edinstvennaja...
Edinstvennaja... (Единственная…) è un film del 1975 diretto da Iosif Efimovič Chejfic.

## Trama
Il film racconta di un uomo che torna dal servizio e scopre che sua moglie lo tradiva. La perdona per questo, ma in seguito si divorzia e i fallimenti e il desiderio di vita familiare iniziano a perseguitarlo.